# Abschnittsbefestigung Großhündlbach
Die Abschnittsbefestigung Großhündlbach  ist eine abgegangene frühmittelalterliche Abschnittsbefestigung auf 496 m ü. NHN ca. 450 m östlich von Großhündlbach, einem Gemeindeteil der Gemeinde Fraunberg im Landkreis Erding in Bayern.
Die Anlage wird als Bodendenkmal unter der Aktennummer D-1-7638-0010 als „Abschnittsbefestigung des frühen Mittelalters“ geführt. Von der in einem Waldgebiet liegenden Abschnittsbefestigung sind noch Wall- und Grabenreste erhalten. Die trapezförmige Anlage besitzt die Ausmaße von ca. 260 m in Nordwest-Südost-Richtung und 220 m in Südwest-Nordost-Richtung. Der Mittelteil ist etwa 18 m von der Umgebung erhöht.